# Beach House (grup de música)
Beach House és un duo de dream pop nascut el 2004 a Baltimore, Estats Units, format per Victoria Legrand i Alex Scally.

## Història
El seu àlbum debut homònim, llançat el 2006, va ser aclamat per la crítica. A aquest li va seguir el seu segon àlbum, Devotion, el 2008. La banda va llançar el seu tercer àlbum d'estudi, Teen Dream, el gener del 2010, i també va rebre revisions crítiques positives i èxit comercial. Dos anys més tard, el 2012, van publicar el disc Bloom, i el 2015 en van publicar dosː Depression Cherry i Thank Your Lucky Stars. El 2017 van publicar el seu primer àlbum compilatori, B-Sides and Rarities. El seu setè àlbum, anomenat precisament 7, va ser llançat l'any 2018.
Al novembre del 2021, el grup va anunciar que el seu nou disc, anomenat Once Twice Melody, seria un àlbum doble de 18 cançons llançat en cuatre capítols i publicat sençer el 18 de febrer del 2022. Els dos primers capítols van ser llançats el 10 de novembre i el 8 de desembre del 2021 respectivament, mentre que el tercer es va publicar el 19 de gener de l'any següent. Menys d'un mes després, el disc sencer fou llençat el dia estipulat, rebent aclamació crítica, i el grup començà una gira mundial.

## Estil i influències
La banda és freqüentment etiquetada com de dream pop a causa dels seus ritmes lents, atmosfera i lletres. La veu de la cantant Victoria Legrand sovint ha estat comparada amb la veu de la cantant estatunidenca Nico. També ha estat comparada amb el vocalista Kendra Smith de la banda de rock psicodèlic dels anys 80 Opal.
La banda està influenciada per artistes com Minimum Xips, Galaxie 500, This Mortal Coil, The Zombies, Brian Wilson, Françoise Hardy, Neil Young, Grizzly Bear, Big Star i Chris Bell. Una altra influència coneguda és el grup de folk Tony, Car and John; la banda va tornar a gravar el seu senzill «Snowdon Song» publicant-ho amb el nom «Lovelier Girl» en el seu àlbum homònim, sense fer esment o reconeixement a la banda original, encara que mesos més tard es va arribar a un acord per explicitar l'atribució d'aquesta cançó en el re-llançament de l'àlbum.
El guitarrista del grup, Alex Scally, toca una Fender Stratocaster.

## Membres
- Victoria Legrand - veu principal, teclats, guitarra, baix
- Alex Scally - guitarra, pedals de baix, baix, teclats, cors

### Músics de gira
- James Barone - bateria, percussió (desde el 2016)

## Discografia

### Àlbums d'estudi
- Beach House (2006, Carpark Records)
- Devotion (2008, Carpark Records)
- Teen Dream (2010, Sub Pop Records)
- Bloom (2012, Sub Pop Records)
- Depression Cherry (2015, Sub Pop Records)
- Thank Your Lucky Stars (2015, Sub Pop Records)
- 7 (2018, Sub Pop Records)
- Once Twice Melody (2022, Sub Pop Records)

### Àlbums compilatoris
- B-Sides and Rarities (2017; Sub Pop Records, Bella Union i Mistletone)[6]

### Senzills i EPs
- «Apple Orchard» (2006)
- «Master of None» (2006)
- «Heart of Chambers» (2008)[15]
- «Gila» (2008)
- «You Came to Me» (2008)
- «Used to Be» (2009)
- «Norway» (2010)
- «Zebra EP» (2010)
- iTunes Session (EP) (2010)
- «I Do Not Care For The Winter Sun» (2010)
- «Myth» (2012)
- «Lazuli» (2012)[16]
- «Wild» (2012)
- «Wishes» (2013)
- «Sparks» (2015)[7]
- «PPP» (2015)[8]
- «Beyond Love» (2015)[8]
- «Space Song» (2015)
- «Majorette» (2016)
- «Chariot» (2017)[9]
- «Lemon Glow» (2018)
- «Dive» (2018)[10]
- «Dark Spring» (2018)[11]
- «Black Car» (2018)[17]
- «Lose Your Smile» (2018)[18]
- «Alien» (2018)[18]
- «Once Twice Melody» (2021)
- «Hurts to Love» (2022)